# Eparchia di Volgodonsk

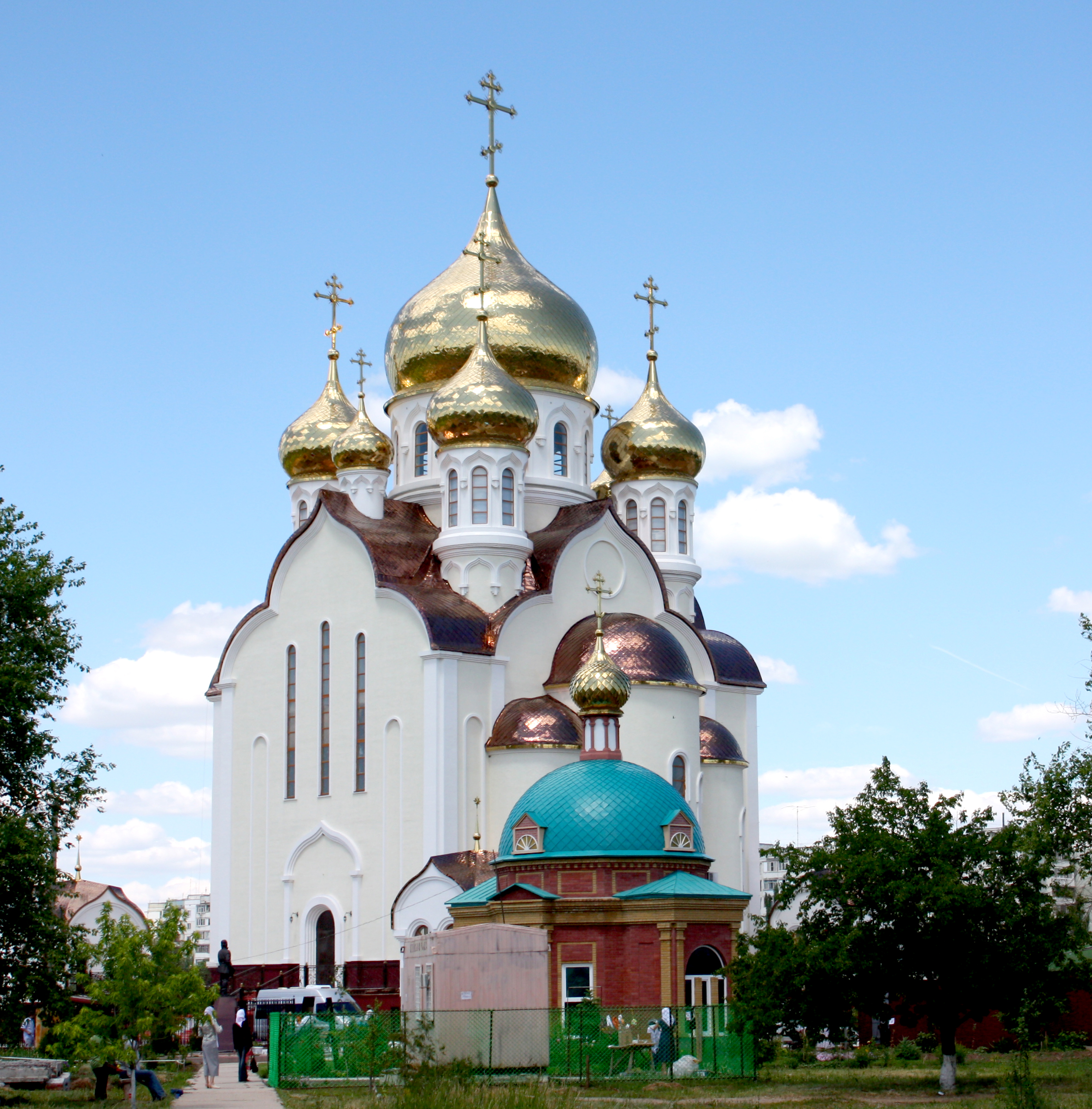
La cattedrale della Natività di Cristo di Volgodonsk.

Mappa dell'eparchia di Volgodonsk.

L'eparchia di Volgodonsk (in russo: Волгодонская епархия) è una diocesi della Chiesa ortodossa russa, appartenente alla metropolia del Don.

## Territorio
L'eparchia comprende 19 rajon nella parte centro-orientale dell'oblast' di Rostov nel circondario federale meridionale.
Sede eparchiale è la città di Volgodonsk, dove si trova la cattedrale della Natività di Cristo. L'eparca ha il titolo ufficiale di «eparca di Volgodonsk e Sal'sk».
Nel 2021 l'eparchia è suddivisa in 11 decanati per un totale di 144 parrocchie.

## Storia
L'eparchia è stata eretta per decisione del Santo Sinodo della Chiesa ortodossa russa il 27 luglio 2011, con territorio separato da quello dall'eparchia di Rostov.